# Ла-Виконте-сюр-Ранс
Ла-Виконте́-сюр-Ранс (фр. La Vicomté-sur-Rance, брет. Kerveskont) — коммуна во Франции, находится в регионе Бретань. Департамент — Кот-д’Армор. Входит в состав кантона Плелен-Тригаву. Округ коммуны — Динан.
Код INSEE коммуны — 22385.

## География
Коммуна расположена приблизительно в 330 км к западу от Парижа, в 50 км северо-западнее Ренна, в 60 км к востоку от Сен-Бриё.
По территории коммуны протекает река Ранс.

## Население
Население коммуны на 2016 год составляло 1 052 человека.
| 1962 | 1968 | 1975 | 1982 | 1990 | 1999 | 2008 | 2016 |
| ---- | ---- | ---- | ---- | ---- | ---- | ---- | ---- |
| 593  | 692  | 726  | 793  | 779  | 770  | 916  | 1052 |

## Администрация
| Период | Период | Фамилия      | Партия       | Примечания |
| ------ | ------ | ------------ | ------------ | ---------- |
| 1977   | 1983   | Жан Фукри    |              |            |
| 1989   |        | Жан-Луи Рюсе | Разные левые | пенсионер  |

## Экономика
В 2007 году среди 537 человек в трудоспособном возрасте (15—64 лет) 361 были экономически активными, 176 — неактивными (показатель активности — 67,2 %, в 1999 году было 62,1 %). Из 361 активных работали 329 человек (180 мужчин и 149 женщин), безработных было 32 (9 мужчин и 23 женщины). Среди 176 неактивных 53 человека были учениками или студентами, 70 — пенсионерами, 53 были неактивными по другим причинам.

## Достопримечательности
- Замок Бельер (XIV век). Исторический памятник с 1927 года[8]
- Мельница Пра (XV век)

## Фотогалерея
- Порт
- Мельница